# Westringia fruticosa
Westringia fruticosa is een soort uit de lipbloemenfamilie (Lamiaceae). Het is een struik die groeit langs de kust van oostelijk Australië. 

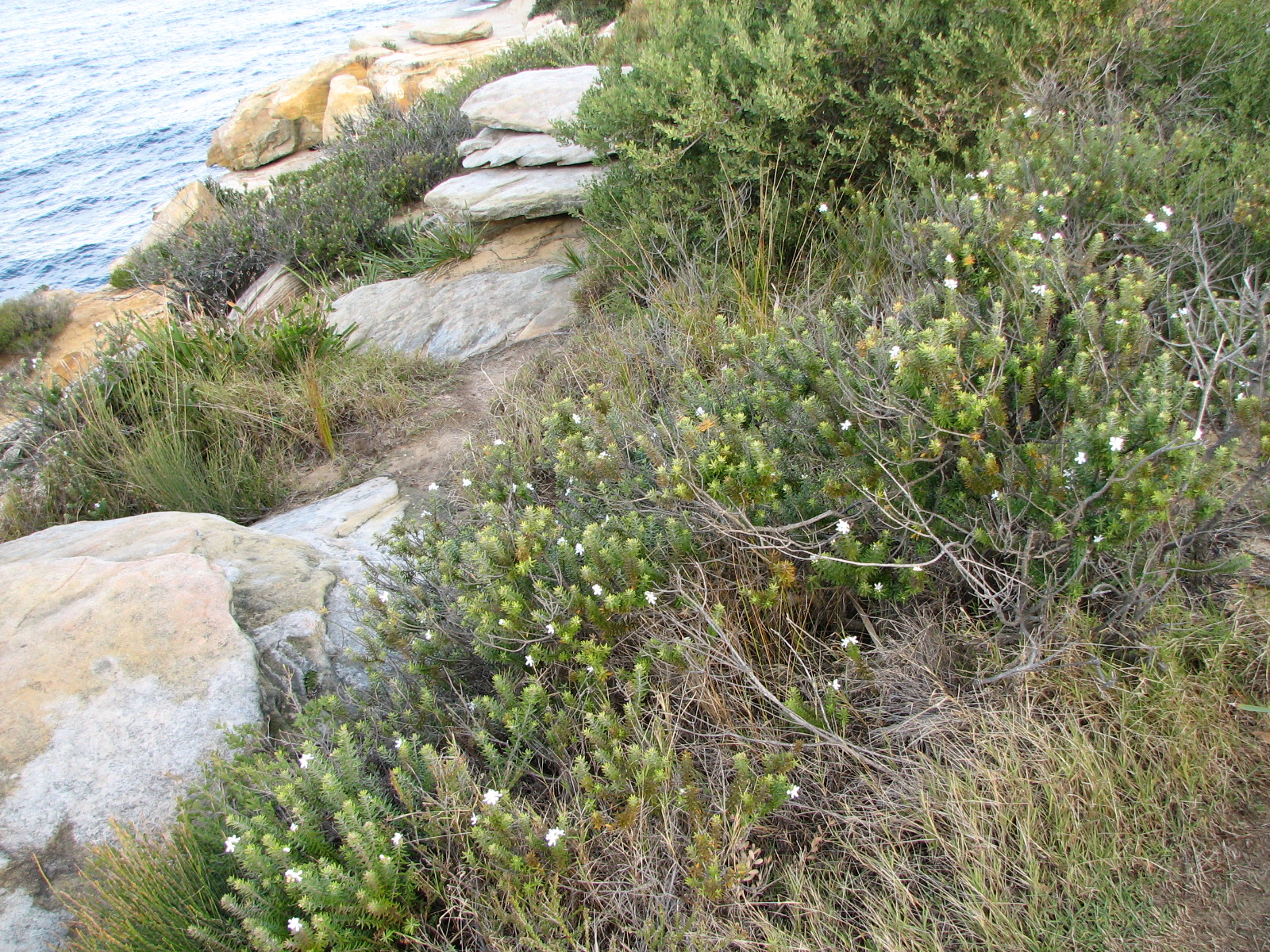
Struikgewas langs de kust
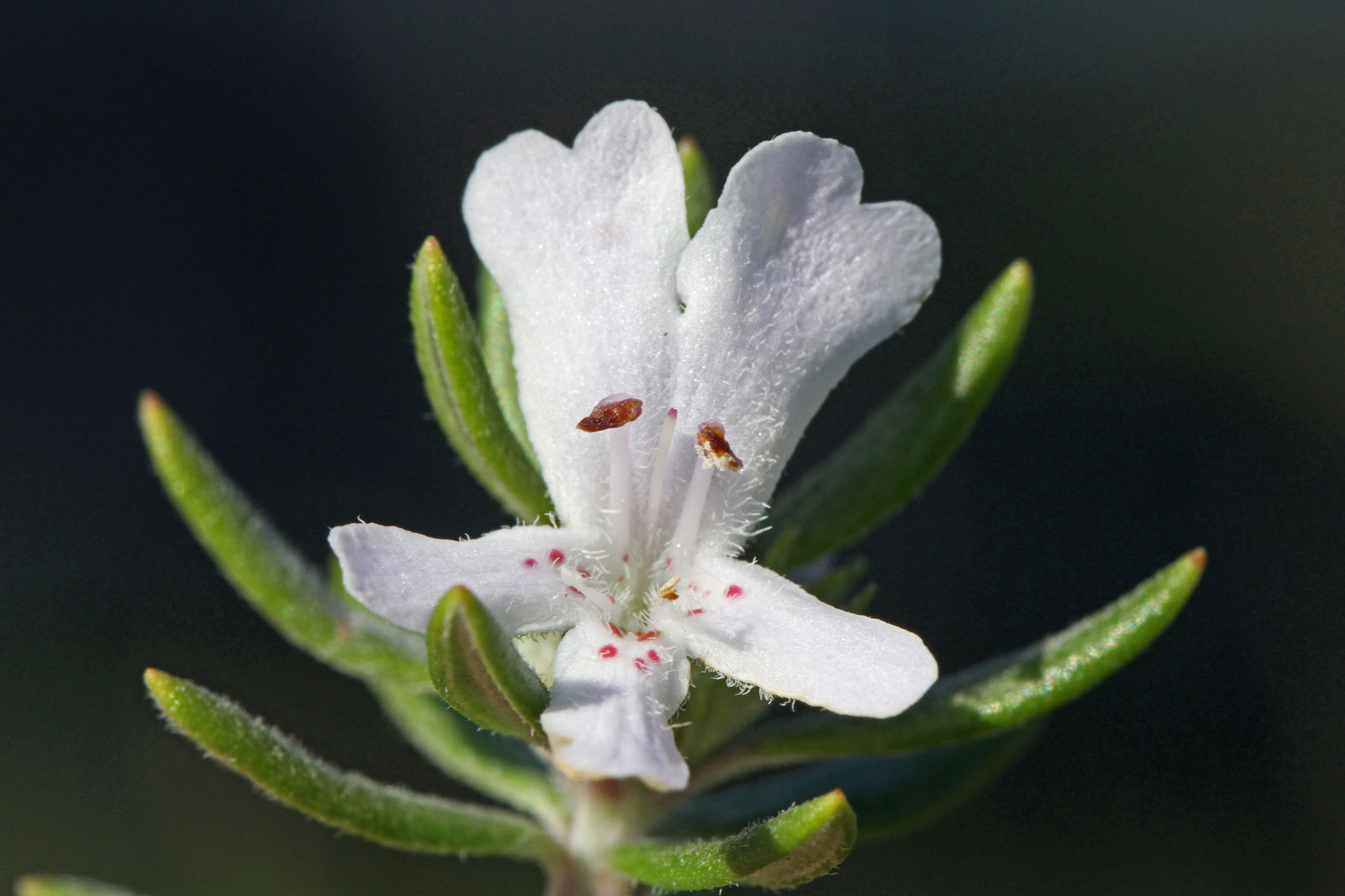
Bloem
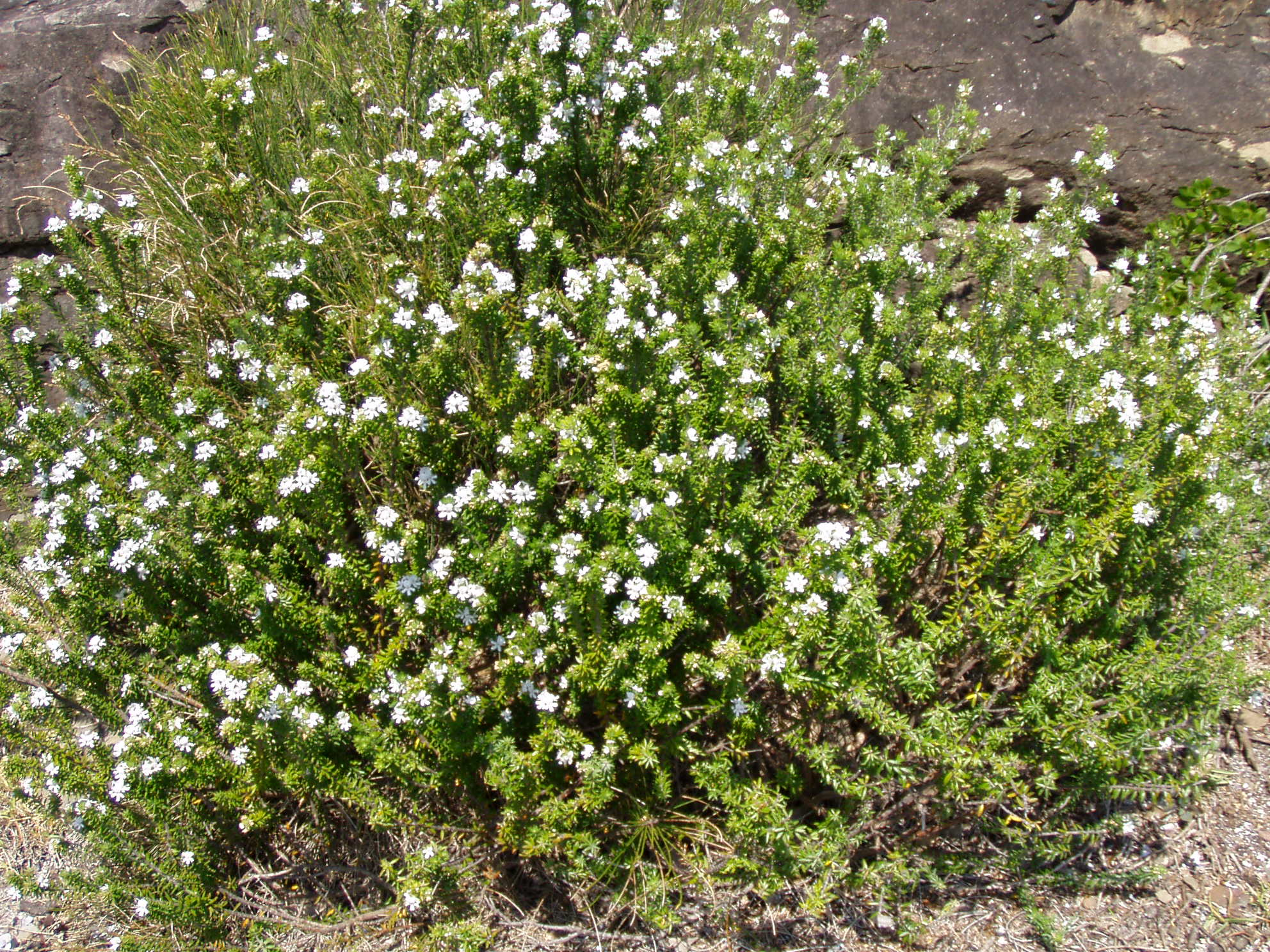
Bloeiende struik